# Andretti Formula E
A Andretti Formula E é uma equipe estadunidense de automobilismo que atualmente disputa o Campeonato Mundial de Fórmula E, competição organizada pela Federação Internacional de Automobilismo (FIA).

## História
Em julho de 2013, foi anunciado que a Andretti ingressaria na temporada inaugural da Fórmula E. Com isso, a Andretti se tornou na terceira equipe a ingressar na categoria, atrás apenas da Drayson Racing (posteriormente transformada na Trulli Formula E Team) e da China Racing. Criada como Andretti Formula E Team — sendo uma das várias equipes de corrida associadas atualmente à Andretti Global, que está sob o guarda-chuva do TWG Motorsports Group —, a equipe estadunidense contou com os pilotos Franck Montagny e Charles Pic para sua estreia na Fórmula E. Após Montagny ser banido por doping, Jean-Éric Vergne recebeu um assento regular. Porém, nenhum segundo piloto fixo foi contratado para a vaga inicialmente ocupada por Pic, nas outras corridas a Andretti contou com Matthew Brabham, Marco Andretti, Scott Speed, Justin Wilson e Simona de Silvestro. A equipe terminou em sexto lugar na classificação do Campeonato de Equipes, marcando 119 pontos e, conquistando um total de quatro pódios.
Antes do início da temporada de 2015–16, a Andretti assinou um acordo com a Amlin, que se tornou o patrocinador titular, com isso, a equipe passou a se chamar Amlin Andretti Formula E Team e, contratou Robin Frijns e Simona de Silvestro como seus pilotos titulares para a disputa do campeonato. A partir desta temporada, as equipes receberam a permissão para desenvolver seus próprios trens de força. Entretanto, após um difícil programa de testes de pré-temporada, durante o qual a equipe não conseguiu completar qualquer quilometragem significativa com seu novo trem de força, em 27 de agosto de 2015, a Andretti anunciou que iria voltar ao trem de força fornecido pela McLaren para a temporada anterior, com a equipe instalando a tecnologia da primeira temporada no último dia de testes, para que pudesse ir para a pista. No entanto, a Andretti informou que, apesar do revés, pretendia manter o seu estatuto de fabricante e mudar o seu foco para a introdução de um trem de força personalizado no início da temporada seguinte. Após uma ligeira queda no desempenho, a equipe terminou em sétimo lugar no Campeonato de Equipes, marcando 49 pontos.

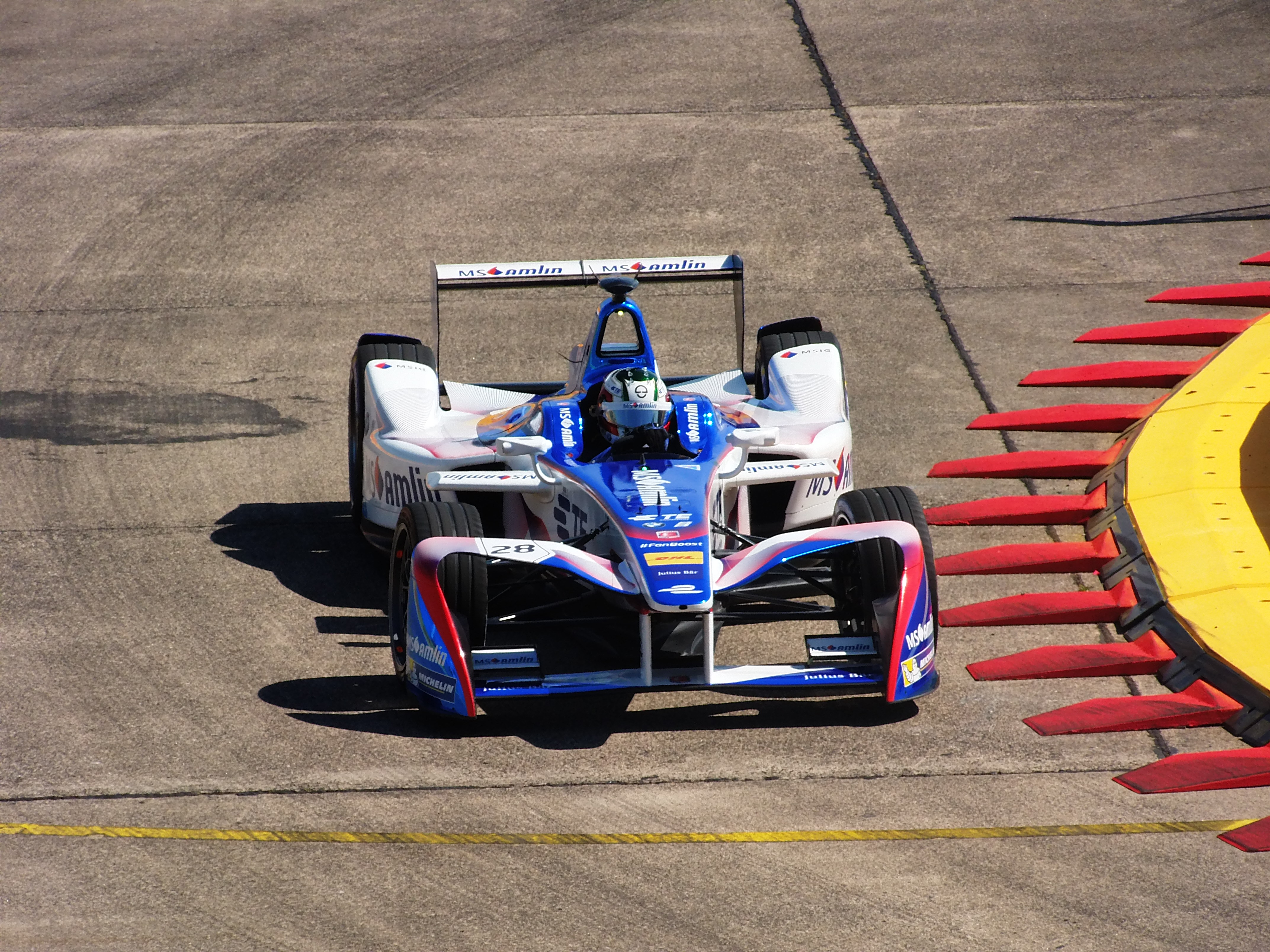
António Félix da Costa no ePrix de Berlim de 2017.

Para a disputa da temporada de 2016–17, de Silvestro deixou a equipe e foi substituída por António Félix da Costa. A partir desta temporada, a Andretti se tornou verdadeiramente uma equipe de fábrica e passou a usar seus próprios trens de força, que eram construídos pela empresa irmã Andretti Technologies. Em junho de 2016, a equipe revelou a alteração de seu nome para MS Amlin Andretti Formula E, a mudança ocorreu em razão da aquisição da Amlin pela Mitsui Sumitomo em setembro de 2015. Em setembro de 2016, a Andretti anunciou que havia firmado uma parceria técnica de dois anos com a BMW, permitindo assim que a fabricante alemã se familiarizasse com a categoria em vista de uma potencial formação de uma equipe de fábrica para a temporada de 2018-19, dependendo do progresso da Fórmula E. Como equipe de fábrica, a Andretti ficou novamente no sétimo o lugar no Campeonato de Equipes, mas marcou apenas 34 pontos e não conquistou pódios.
Para a temporada de 2017–18, a equipe foi renomeada para MS&AD Andretti Formula E e, contratou Kamui Kobayashi como substituto de Frijns. Porém, após disputar duas corridas Kobayashi foi substituído por Tom Blomqvist, que por sua vez foi substituído por Stéphane Sarrazin a partir da nona etapa. A BMW aumentou seu envolvimento de engenharia com a Andretti já na temporada de 2017–18 para tentar recuperar o terreno perdido após a equipe enfrentar dificuldades na temporada de 2016–17. Entretanto, mesmo com o apoio da fabricante alemã, a equipe piorou sua posição na tabela de classificação ao somar apenas 24 pontos, o que foi suficiente para classificar no décimo lugar no Campeonato de Equipes.

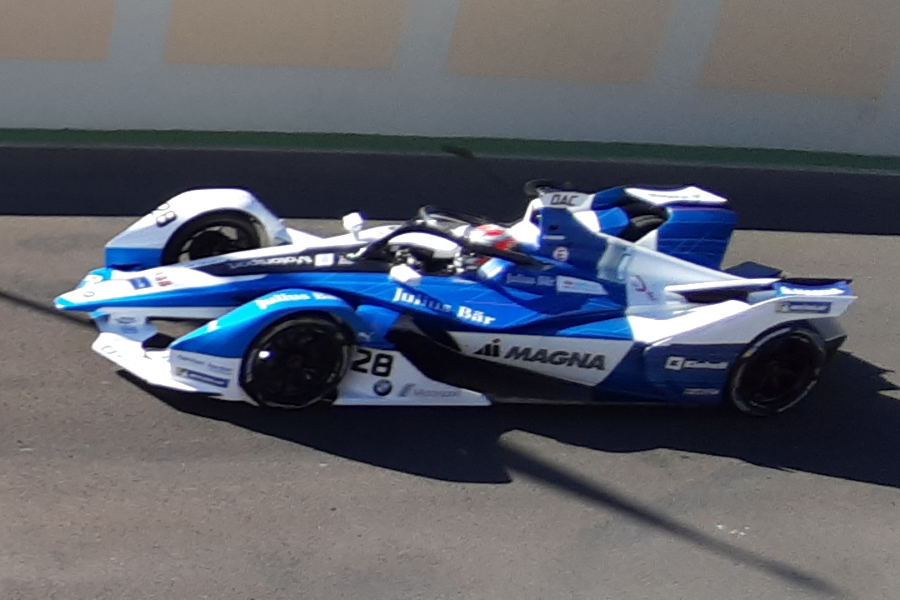
António Félix da Costa no ePrix de Marraquexe de 2019.

Logotipo da equipe na época de sua parceria com a BMW

A partir da temporada de 2018–19, a entrada da Andretti na Fórmula E foi em grande parte assumida pela BMW. Como resultado da parceria entre as duas entidades, a equipe foi renomeada para BMW i Andretti Motorsport. A fabricante alemã manteve António Félix da Costa e trouxe o piloto de fábrica da BMW, Alexander Sims. A Andretti continuou a servir como equipe de corrida, mas é cada vez mais apoiada pelos engenheiros da BMW. Com trens de força e inversores, liberados para desenvolvimento interno no Campeonato de Fórmula E da FIA, foram desenvolvidos pela BMW. Após uma melhora no desempenho em sua primeira temporada usando trens de força fornecidos pela BMW, a equipe terminou em quinto lugar no Campeonato de Equipes, marcando 156 pontos.
Em 2 de dezembro de 2020, a BMW anunciou que iria deixar a Fórmula E após o término da temporada de 2020–21, sua terceira temporada como fabricante de trens de força. Entretanto, como a BMW era apenas parceira da Andretti, a equipe permaneceu no esporte sob a entidade Avalanche Andretti Formula E, após assinar um acordo de patrocínio com a Avalanche. Posteriormente, a Andretti anunciou que permaneceria utilizando os trens de força da BMW na temporada de 2021-22, após a saída oficial da montadora alemã.
Após quatro temporadas usando trens de força da BMW, em maio de 2022 a equipe assinou um contrato para utilizar trens de força fornecidos pela Porsche a partir da temporada de 2022–23, em um acordo para os dois primeiros anos da era Gen3 da Fórmula E. Após Oliver Askew se retirar da Fórmula E, a equipe contratou André Lotterer. Em sua temporada inaugural com os trens de força da Porsche, a Andretti conquistou o seu primeiro Campeonato de Pilotos com Jake Dennis.
Para a disputa da temporada de 2022–23, a Andretti encerrou sua parceria com a Avalanche. Com isso, a equipe passou a se chamar apenas Andretti Formula E. Lotterer deixou a equipe e foi substituído por Norman Nato.
Em maio de 2024, a Porsche e a Andretti anunciaram a renovação do acordo para a fabricante alemã fornecer trens de força para a Andretti até o fim da era Gen3 da Fórmula E em 2026.

## Resultados
(legenda) (resultados em negrito indicam pole position; resultados em itálico indicam volta mais rápida)
| Ano     | Nome                          | Chassi        | Trem de força        | Pneu | N.° | Piloto                 | 1   | 2   | 3   | 4   | 5   | 6   | 7   | 8   | 9   | 10  | 11  | 12  | 13  | 14  | 15  | 16  | 17 | Pontos | Class. |
| ------- | ----------------------------- | ------------- | -------------------- | ---- | --- | ---------------------- | --- | --- | --- | --- | --- | --- | --- | --- | --- | --- | --- | --- | --- | --- | --- | --- | -- | ------ | ------ |
| 2014–15 | Andretti Formula E Team       | Spark SRT01-e | SRT01-e              | M    |     |                        | PEQ | PUT | PDE | BNA | MIA | LBH | MON | BER | MSC | LON | LON |     |     |     |     |     |    | 119    | 6°     |
| 2014–15 | Andretti Formula E Team       | Spark SRT01-e | SRT01-e              | M    | 27  | Franck Montagny        | 2   | DSQ |     |     |     |     |     |     |     |     |     |     |     |     |     |     |    | 119    | 6°     |
| 2014–15 | Andretti Formula E Team       | Spark SRT01-e | SRT01-e              | M    | 27  | Jean-Éric Vergne       |     |     | 14† | 6   | 18† | 2   | Ret | 7   | 4   | 3   | 16† |     |     |     |     |     |    | 119    | 6°     |
| 2014–15 | Andretti Formula E Team       | Spark SRT01-e | SRT01-e              | M    | 28  | Charles Pic            | 4   |     |     |     |     |     |     |     |     |     |     |     |     |     |     |     |    | 119    | 6°     |
| 2014–15 | Andretti Formula E Team       | Spark SRT01-e | SRT01-e              | M    | 28  | Matthew Brabham        |     | 13  | Ret |     |     |     |     |     |     |     |     |     |     |     |     |     |    | 119    | 6°     |
| 2014–15 | Andretti Formula E Team       | Spark SRT01-e | SRT01-e              | M    | 28  | Marco Andretti         |     |     |     | 12  |     |     |     |     |     |     |     |     |     |     |     |     |    | 119    | 6°     |
| 2014–15 | Andretti Formula E Team       | Spark SRT01-e | SRT01-e              | M    | 28  | Scott Speed            |     |     |     |     | 2   | Ret | 12  | 13  |     |     |     |     |     |     |     |     |    | 119    | 6°     |
| 2014–15 | Andretti Formula E Team       | Spark SRT01-e | SRT01-e              | M    | 28  | Justin Wilson          |     |     |     |     |     |     |     |     | 10  |     |     |     |     |     |     |     |    | 119    | 6°     |
| 2014–15 | Andretti Formula E Team       | Spark SRT01-e | SRT01-e              | M    | 28  | Simona de Silvestro    |     |     |     |     |     |     |     |     |     | 11  | 12  |     |     |     |     |     |    | 119    | 6°     |
| 2015–16 | Amlin Andretti Formula E Team | Spark SRT01-e | SRT01-e              | M    |     |                        | PEQ | PUT | PDE | BNA | MEX | LBH | PAR | BER | LON | LON |     |     |     |     |     |     |    | 49     | 7°     |
| 2015–16 | Amlin Andretti Formula E Team | Spark SRT01-e | SRT01-e              | M    | 27  | Robin Frijns           | 10  | 3   | 10  | 8   | 5   | 15  | 7   | 6   | Ret | Ret |     |     |     |     |     |     |    | 49     | 7°     |
| 2015–16 | Amlin Andretti Formula E Team | Spark SRT01-e | SRT01-e              | M    | 28  | Simona de Silvestro    | Ret | 13  | 11  | 14  | 14  | 9   | 15  | 9   | 11  | Ret |     |     |     |     |     |     |    | 49     | 7°     |
| 2016–17 | MS Amlin Andretti Formula E   | Spark SRT01-e | Andretti ATEC-02     | M    |     |                        | HKG | MAR | BNA | MEX | MON | PAR | BER | BER | NIQ | NIQ | MTR | MTR |     |     |     |     |    | 34     | 7°     |
| 2016–17 | MS Amlin Andretti Formula E   | Spark SRT01-e | Andretti ATEC-02     | M    | 27  | Robin Frijns           | 6   | 11  | 14  | 11  | 12  | 6   | 17  | 18  | 9   | 9   | 8   | 13  |     |     |     |     |    | 34     | 7°     |
| 2016–17 | MS Amlin Andretti Formula E   | Spark SRT01-e | Andretti ATEC-02     | M    | 28  | António Félix da Costa | 5   | Ret | 11  | Ret | 11  | Ret | 16  | 11  | 12  | 15  | 14  | 15  |     |     |     |     |    | 34     | 7°     |
| 2017–18 | MS&AD Andretti Formula E      | Spark SRT01-e | Andretti ATEC-03     | M    |     |                        | HKG | HKG | MAR | SAN | MEX | PDE | ROM | PAR | BER | ZUR | NIQ | NIQ |     |     |     |     |    | 24     | 10°    |
| 2017–18 | MS&AD Andretti Formula E      | Spark SRT01-e | Andretti ATEC-03     | M    | 27  | Kamui Kobayashi        | 15  | 17  |     |     |     |     |     |     |     |     |     |     |     |     |     |     |    | 24     | 10°    |
| 2017–18 | MS&AD Andretti Formula E      | Spark SRT01-e | Andretti ATEC-03     | M    | 27  | Tom Blomqvist          |     |     | 8   | 11  | 15  | 16  | 15  | Ret |     |     |     |     |     |     |     |     |    | 24     | 10°    |
| 2017–18 | MS&AD Andretti Formula E      | Spark SRT01-e | Andretti ATEC-03     | M    | 27  | Stéphane Sarrazin      |     |     |     |     |     |     |     |     | 20  | 14  | 12  | 12  |     |     |     |     |    | 24     | 10°    |
| 2017–18 | MS&AD Andretti Formula E      | Spark SRT01-e | Andretti ATEC-03     | M    | 28  | António Félix da Costa | 6   | 11  | 14  | 9   | 7   | 11  | 11  | Ret | 15  | 8   | 11  | 15  |     |     |     |     |    | 24     | 10°    |
| 2018–19 | BMW i Andretti Motorsport     | Spark SRT05e  | BMW iFE.18           | M    |     |                        | DAR | MAR | SAN | MEX | HKG | SNY | ROM | PAR | MON | BER | SUI | NIQ | NIQ |     |     |     |    | 156    | 5°     |
| 2018–19 | BMW i Andretti Motorsport     | Spark SRT05e  | BMW iFE.18           | M    | 27  | Alexander Sims         | 18  | 4   | 7   | 14  | Ret | Ret | 17  | Ret | 13  | 7   | 11  | 4   | 2   |     |     |     |    | 156    | 5°     |
| 2018–19 | BMW i Andretti Motorsport     | Spark SRT05e  | BMW iFE.18           | M    | 28  | António Félix da Costa | 1   | Ret | Ret | 2   | 10  | 3   | 9   | 7   | DSQ | 4   | 12  | 3   | 9   |     |     |     |    | 156    | 5°     |
| 2019–20 | BMW i Andretti Motorsport     | Spark SRT05e  | BMW iFE.20           | M    |     |                        | DAR | DAR | SAN | MEX | MAR | BER | BER | BER | BER | BER | BER |     |     |     |     |     |    | 118    | 5°     |
| 2019–20 | BMW i Andretti Motorsport     | Spark SRT05e  | BMW iFE.20           | M    | 27  | Alexander Sims         | 8   | 1   | Ret | 5   | Ret | 9   | 19  | 10  | 13  | 11  | 13  |     |     |     |     |     |    | 118    | 5°     |
| 2019–20 | BMW i Andretti Motorsport     | Spark SRT05e  | BMW iFE.20           | M    | 28  | Maximilian Günther     | 18  | 11  | 1   | 11  | 2   | DSQ | Ret | 1   | Ret | Ret | 12  |     |     |     |     |     |    | 118    | 5°     |
| 2020–21 | BMW i Andretti Motorsport     | Spark SRT05e  | BMW iFE.21           | M    |     |                        | DAR | DAR | ROM | ROM | VAL | VAL | MON | PUE | PUE | NIO | NIO | LON | LON | BER | BER |     |    | 157    | 6°     |
| 2020–21 | BMW i Andretti Motorsport     | Spark SRT05e  | BMW iFE.21           | M    | 27  | Jake Dennis            | 12  | Ret | Ret | 13  | 8   | 1G  | 16  | 5   | 5G  | Ret | 16  | 1   | 9   | 5   | Ret |     |    | 157    | 6°     |
| 2020–21 | BMW i Andretti Motorsport     | Spark SRT05e  | BMW iFE.21           | M    | 28  | Maximilian Günther     | Ret | Ret | 9   | 5   | Ret | 12  | 5   | 12  | 7   | 1   | 10  | 18  | 6   | 8   | 15  |     |    | 157    | 6°     |
| 2021–22 | Avalanche Andretti Formula E  | Spark SRT05e  | BMW iFE.21           | M    |     |                        | DAR | DAR | MEX | ROM | ROM | MON | BER | BER | JAC | MAR | NIO | NIO | LON | LON | SEU | SEU |    | 150    | 6°     |
| 2021–22 | Avalanche Andretti Formula E  | Spark SRT05e  | BMW iFE.21           | M    | 27  | Jake Dennis            | 3   | 5   | 10  | 13  | Ret | 9   | 13  | 13  | 6   | 7   | 10  | 8   | 1   | 2   | 4   | 3   |    | 150    | 6°     |
| 2021–22 | Avalanche Andretti Formula E  | Spark SRT05e  | BMW iFE.21           | M    | 28  | Oliver Askew           | 9   | 11  | 17  | 14  | 15  | 15  | 15  | 15  | 13  | 11  | 19  | Ret | 4   | Ret | Ret | 5   |    | 150    | 6°     |
| 2022–23 | Avalanche Andretti Formula E  | Spark Gen3    | Porsche 99X Electric | H    |     |                        |     | MEX | DAR | DAR | CCB | SPL | BER | BER | MON | JAC | JAC | PRT | ROM | ROM | LON | LON |    | 252    | 3°     |
| 2022–23 | Avalanche Andretti Formula E  | Spark Gen3    | Porsche 99X Electric | H    | 27  | Jake Dennis            | 1   | 2   | 2   | 16  | 13  | Ret | 18  | 2   | 3   | 2   | 2   | 2   | 4   | 1   | 2   | 3   |    | 252    | 3°     |
| 2022–23 | Avalanche Andretti Formula E  | Spark Gen3    | Porsche 99X Electric | H    | 36  | André Lotterer         | 4   | 9   | 12  | 9   | 9   | 12  | 8   | 21  | Ret |     |     | 19  | Ret | Ret | 13  | 21  |    | 252    | 3°     |
| 2022–23 | Avalanche Andretti Formula E  | Spark Gen3    | Porsche 99X Electric | H    | 36  | David Beckmann         |     |     |     |     |     |     |     |     |     | 16  | Ret |     |     |     |     |     |    | 252    | 3°     |
| 2023–24 | Andretti Formula E            | Spark Gen3    | Porsche 99X Electric | H    |     |                        | MEX | DAR | DAR | SPL | TOQ | MIS | MIS | MON | BER | BER | XAN | XAN | PRT | PRT | LON | LON |    | 169    | 5º     |
| 2023–24 | Andretti Formula E            | Spark Gen3    | Porsche 99X Electric | H    | 1   | Jake Dennis            | 9   | 1   | 12  | 5   | 3   | 2   | 2   | 20  | Ret | 5   | 5   | 11  | 6   | 10  | 16  | Ret |    | 169    | 5º     |
| 2023–24 | Andretti Formula E            | Spark Gen3    | Porsche 99X Electric | H    | 17  | Norman Nato            | 10  | 6   | 16  | 17  | 6   | 7   | 18  | 10  | 18  | 19  | 14  | 3   | 13  | 7   | 10  | 12  |    | 169    | 5º     |
| 2024–25 | Andretti Formula E            | Spark Gen3    | Porsche 99X Electric | H    |     |                        | SPL | MEX | GID | GID | MIA | MON | MON | TOQ | TOQ | XAN | XAN | JAC | BER | BER | LON | LON |    | 0*     | º*     |
| 2024–25 | Andretti Formula E            | Spark Gen3    | Porsche 99X Electric | H    | 27  | Jake Dennis            |     |     |     |     |     |     |     |     |     |     |     |     |     |     |     |     |    | 0*     | º*     |
| 2024–25 | Andretti Formula E            | Spark Gen3    | Porsche 99X Electric | H    | 51  | Nico Müller            |     |     |     |     |     |     |     |     |     |     |     |     |     |     |     |     |    | 0*     | º*     |

Notas
* Temporada ainda em andamento.
† – Não completaram a prova, mas foram classificados pois concluíram 90% da prova.
G – Volta mais rápida na fase de grupos da classificação.